# Hyposerica subrugipennis
Hyposerica subrugipennis är en skalbaggsart som beskrevs av Moser 1911. Hyposerica subrugipennis ingår i släktet Hyposerica och familjen Melolonthidae. Inga underarter finns listade i Catalogue of Life.